# Fly – Songs Inspired by the Film Eddie the Eagle
Fly (Canciones inspiradas en la película Eddie the Eagle) es la banda sonora oficial de la película Eddie the Eagle . Gary Barlow fue el encargado de seleccionar a los artistas y canciones. El productor y director Matthew Vaughn, le pidió a Barlow que armara el álbum con artistas que fueron exitosos en la década de 1980 pero no quería reutilizar éxitos sinó incluir temas nuevos.
Holly Johnson editó el tema "Ascension", coescrito con Gary Barlow, como sencillo el 3 de febrero de 2016.

## Lista de temas
| N.º | Título                      | Artist                             | Duración |  |
| 1.  | «Ascension»                 | Holly Johnson                      | 5:10     |  |
| 2.  | «Eagle Will Fly Again»      | Howard Jones                       | 4:06     |  |
| 3.  | «Out of the Sky»            | Marc Almond                        | 4:26     |  |
| 4.  | «Moment»                    | Tony Hadley                        | 4:01     |  |
| 5.  | «Touching Hearts and Skies» | Midge Ure                          | 3:35     |  |
| 6.  | «The Sky's the Limit»       | Nik Kershaw                        | 4:00     |  |
| 7.  | «Living Inside My Heart»    | ABC                                | 3:59     |  |
| 8.  | «Without Your Love»         | Kim Wilde                          | 4:12     |  |
| 9.  | «Fly»                       | Andy Bell                          | 4:21     |  |
| 10. | «Determination»             | Go West                            | 3:55     |  |
| 11. | «Pray»                      | Heaven 17                          | 4:45     |  |
| 12. | «People Like You»           | Paul Young                         | 4:32     |  |
| 13. | «Thrill Me»                 | OMD & Taron Egerton & Hugh Jackman | 4:01     |  |
| 14. | «Eddie the Eagle Theme»     | Matthew Margeson                   | 4:19     |  |